# ホークスタウン
ホークスタウン（英: Hawks Town）は、福岡県福岡市中央区地行浜に所在する、街をイメージした複合商業施設である。2021年時点で、福岡ソフトバンクホークスの本拠地、福岡ドーム（みずほPayPayドーム福岡）とヒルトン福岡シーホークで構成される。
かつてはPayPayドーム南隣にショッピングモールのホークスタウンモールがあったが、跡地に三菱地所が所有するMARK IS 福岡ももちが開業し、ホークスタウンの枠からは外れた。
株式会社ホークスタウンは、ヒルトン福岡シーホークの運営・管理会社である。
ホークスのマスコットキャラクターであるホークファミリーは、ホークスタウンに住んでいるという設定になっていた。

## 歴史
1988年秋、大阪府大阪市の大阪球場に本拠地を置き、南海電気鉄道をオーナー企業としていたプロ野球球団「南海ホークス」の経営権を当時の流通大手企業ダイエーが買収、翌1989年から本拠地を福岡市の平和台野球場に移転し、チーム名を「福岡ダイエーホークス」とした。ダイエーはホークスの福岡移転と同時に、市内中央区地行浜の埋立地で大規模な商業施設の開発を行う計画を発表した。ホークスの新たな本拠地として使用する「スポーツドーム」、屋内遊園地などを有する「アミューズメントドーム」、そしてこの2つのドームの間にリゾートホテルを建設するという一大プロジェクトだった。当時は「ツインドーム計画」と呼ばれ、福岡ドーム開業前に設立された運営会社の社名も「ツインドームシティ」を名乗っていた。
こうして福岡ドームは1993年に開場、隣接するシーホークホテル&リゾートも1995年に開業し、これら施設群は「ホークスタウン」と名付けられた。しかしこの間にバブル経済の崩壊に加え、阪神・淡路大震災によるダイエーが本拠地としている神戸市の壊滅的な被害も重なってダイエーグループも深刻な経営不振に陥ったため、3つ目の施設として予定されていたアミューズメントドームの計画は事実上頓挫。予定地には代替策としてショッピングモールを整備することとなり、2000年春に「ホークスタウンモール」がオープンした。
だが、その後もダイエーグループの経営悪化はより深刻化し、多額の有利子負債が経営を圧迫しつつあった。特にダイエーが福岡で主力事業としていたホークス、福岡ドーム、シーホークホテルの3事業は多額の負債を抱えていたことから「福岡三点セット」と揶揄され、地元政財界の支援や外資企業への売却が取り沙汰される。自力での経営再建を目指していたダイエーは1999年に高塚猛を招き、この福岡3事業の経営再建を託し、経営方針の転換や積極的な地域密着策などが奏功し、業績は好転。またホークスも同年、南海時代の1973年以来26年ぶりとなるリーグ優勝し、日本シリーズも制して35年ぶりの日本一となる。
2004年、別々の会社が行っていた管理・運営と施設の所有を1社にまとめた上で、ダイエーから、コロニー・キャピタルの関連会社によって設立された特別目的会社であるコロニー福岡有限会社（本店所在地：東京都千代田区丸の内2丁目）に売却された。高塚は役員に留まったものの、在任中ホークスタウンを私物化し社内外にさまざまな軋轢を生み、同年秋には女性社員への強制わいせつ容疑で逮捕という形で3事業から追われる身となる。
同年10月13日、ダイエーが自主再建を断念し、産業再生機構による再建支援が決まり、球団の経営権はソフトバンク（現ソフトバンクグループ）に売却された。またソフトバンクは福岡ドームの2005年シーズンから20年間の使用契約を締結し、ドームの興行権もコロニー福岡から買収。一時は「球団売却の場合はホークスの本拠地移転の可能性あり」などと噂されたものの、これにより福岡ソフトバンクホークスは引き続き、福岡ドームを本拠地として使用することが決まった。なお「Hawks TOWN」のロゴタイプは福岡ダイエーホークスの球団ロゴのデザインを踏襲しており、球団がソフトバンクとなりロゴを変更してからも、ダイエー時代のロゴをそのまま使用していた。
2005年秋には、ショッピングモールを拡張しグランドオープン。2007年春、コロニー福岡からホークスタウン（ドーム・ホテル・モール）の土地・建物がシンガポール政府投資公社（GIC）の不動産部門・GICリアルエステートに売却された。ドーム部分は2012年春にソフトバンクによって870億円で買収され、続いて2015年1月22日付で、ホークスタウンモール部分について、三菱地所株式会社が信託受益権（事実上の所有権）を取得した。三菱地所は今後の再生方針を検討した結果、モールの既存施設を全て除却し建て替える再開発を行うことを決め、その前段階としてホークスタウンモールの営業を2016年上半期に全て終えることを同年12月25日に発表した。
2016年3月末を以てホークスタウンモールは営業終了。これに伴いZepp FukuokaとHKT48劇場が閉鎖された。ハードロックカフェは博多駅のJRJP博多ビルに移転する形で開業、Zepp Fukuokaは次の「MARK IS 福岡ももち」開業後の2018年12月7日に新設営業再開した。HKT48は後述する再開発完了まで、天神地区のホール（西鉄ホールなど）を間借りする形で公演を行っていた。
ホークスタウン事業とは直接の関係はないが、2016年10月28日に三菱地所は再開発の概要を発表し、延床面積約12.5万平方メートルの大規模商業施設「MARK IS 福岡ももち」と、28階建ての分譲タワーマンション2棟（ザ・パークハウス 福岡タワーズ）からなる複合施設を建設するとし、Zepp Fukuokaとユナイテッド・シネマ福岡とは再出店について基本合意したと正式に発表した。MARK ISは2018年11月21日に開業。タワーマンションは1棟（WEST）が2019年度下期、もう1棟（EAST）が2020年度下期に完成予定である。
2020年7月21日に地上7階のエンターテイメントビル「BOSS E・ZO FUKUOKA（ボス イーゾ フクオカ）」がドームの直近南側（ザ・パークハウス 福岡タワーズの北側直近、MARK IS隣接）に開業。HKT48劇場が入居した。施設管理者は福岡ソフトバンクホークス株式会社。

## 沿革
- 1989年（平成元年）7月15日 - 株式会社福岡ダイエー・リアル・エステート (FDRE)（施設保有会社）を設立。
- 1992年（平成4年）2月3日 - 株式会社ツインドームシティ（管理･運営など行う会社）設立。
- 1993年（平成5年）4月2日 - 福岡ドーム開業。
- 1995年（平成7年）4月28日 - シーホークホテル&リゾート開業。
- 1998年（平成10年）
  - 温泉の掘削に成功。
  - 11月1日 - ツインドーム構想の見直しを受けて、株式会社ツインドームシティが株式会社福岡ドームに社名変更。
- 1999年（平成11年）6月5日 - Zepp Fukuoka開業。
- 2000年（平成12年）4月26日 - ホークスタウンモール開業。
- 2003年（平成15年）12月2日 - ダイエーとコロニー・キャピタル系列のコロニー福岡が、福岡ドームとシーホークをコロニー福岡に売却する契約を締結。
- 2004年（平成16年）3月31日 - 株式会社福岡ドームが会社分割にてホークスタウン運営・管理部門をFDREに承継・統合した[10]上で、FDREをコロニー福岡がダイエーから買収し経営権が移る。翌4月1日よりFDREは株式会社ホークスタウンに商号変更。なお、2005年に株式会社福岡ドームとともにダイエーにより清算された株式会社ホークスタウンは、1986年（昭和61年）3月12日に設立された別の会社である。
- 2005年（平成17年）
  - 1月28日 - 福岡ドームの営業業務を福岡ソフトバンクホークスマーケティング株式会社に譲渡。
  - 2月25日 - 福岡ドームを「福岡Yahoo! Japanドーム」と改称。
  - 3月1日 - シーホークをJALホテルズに運営委託、「JALリゾートシーホークホテル福岡」と改称。
  - 11月16日 - ホークスタウンモール2が開業、これによりホークスタウンモールグランドオープン。
- 2007年 （平成19年）4月 - ホークスタウンの土地･建物がコロニー福岡からGICリアルエステートに売却[3]。
- 2010年（平成22年）4月19日 -　ホークスタウンモールの運営業務を株式会社京阪流通システムズに委託。
- 2010年（平成22年）6月1日 -　シーホークの運営委託先をヒルトン・ワールドワイドに変更。それに伴い「ヒルトン福岡シーホーク」と改称。
- 2011年（平成23年）11月26日 - HKT48劇場開業。
- 2012年 （平成24年）3月下旬 - 福岡ドームを完全買収したことをソフトバンクグループ が発表。
- 2013年（平成25年）2月1日 - 「福岡Yahoo! Japanドーム」を「福岡 ヤフオク!ドーム」に再改称。
- 2015年（平成27年）
  - 1月22日 - 三菱地所 株式会社がホークスタウンモールの信託受益権（事実上の所有権）を取得[5]。それに伴い、株式会社京阪流通システムズへのホークスタウンモールの運営業務委託が終了。
  - 12月25日 - 再開発のためホークスタウンモールが2段階で閉鎖されることが発表される。Zepp Fukuokaは2016年5月8日で、HKT48劇場を含むその他のテナントは同年3月末で、それぞれ営業を終える[6]。
- 2016年（平成28年）
  - 3月31日 - ホークスタウンモールが営業終了。
  - 3月31日 - HKT48劇場が閉館。
  - 5月9日 - Zepp Fukuokaが閉館。
- 2018年（平成30年）
  - 11月21日 - 三菱地所運営の商業施設「MARK IS 福岡ももち」開業（ホークスタウン枠外）
  - 12月7日 - MARK IS内にてZepp Fukuokaが新設営業再開。
- 2019年 - ザ・パークハウス 福岡タワーズ WEST棟完成（ホークスタウン枠外）[7]。
- 2020年
  - 7月21日 - エンターテイメントビル「BOSS E・ZO FUKUOKA（ボス イーゾ フクオカ）」開業（HKT48劇場が再入居）[8][9]。
- 2020年 - ザ・パークハウス 福岡タワーズ EAST棟完成（ホークスタウン枠外）[7][11]。

## 施設
床面積計約314,000m2のうちドーム約176,000m2、ホテル約138,000m2（1,053室）（2018年11月時点）からなる。なお、モール部分の床面積は約76,000m2（2016年3月時点）だった。
みずほPayPayドーム福岡
これのみ物件所有者はソフトバンクグループ（福岡ソフトバンクホークス株式会社）
1993年4月2日に「福岡ドーム」として開業。プロ野球・福岡ソフトバンクホークスのホーム球場。2005年2月25日より、命名権（ネーミングライツ）導入により福岡Yahoo! JAPANドーム（ヤフードーム）、2013年2月1日より福岡 ヤフオク!ドーム（ヤフオクドーム）、2020年2月29日より福岡PayPayドーム（PayPayドーム）、2024年4月25日よりみずほPayPayドーム福岡（みずほPayPay）と改称。
ヒルトン福岡シーホーク
1995年4月28日、シーホークホテル&リゾートとして開業したホテル。2005年3月1日より2010年5月31日まではJALホテルズに運営委託され、JALリゾートシーホークホテル福岡として営業されていた。2010年6月1日より運営委託先がヒルトン・ワールドワイドに変更され、ヒルトン福岡シーホークに名称変更された。
旧ホークスタウンモール（跡地再開発：MARK IS 福岡ももち）
2000年4月26日にオープンしたショッピングモール。開業時からある西側の「MALL1」と、2005年11月16日にオープンした東側の「MALL2」の2棟から構成されていた。「MALL2」のテーマは「スポーツ&リゾートマインド」で、九州初となる屋内フットサル場や天然温泉を用いたスーパー銭湯も入居していたがいずれも閉店、2011年11月26日にオープンしたAKB48の姉妹グループであるHKT48の専用劇場、HKT48劇場がメインテナントとなっていた。床面積は約76,000m2。2010年4月19日から京阪グループの京阪流通システムズに運営が委託されていたが、三菱地所による信託受益権の取得により2015年1月21日をもって京阪流通システムズへの運営委託は終了した。2016年4月現在、自治体への届出上は三菱UFJ信託銀行が施設設置者（名義上の所有者）となっている。
2016年3月31日（Zepp Fukuokaは2016年5月9日）に営業終了となったが、跡地を三菱地所が再開発し、2018年11月21日に大規模商業施設「MARK IS 福岡ももち」が開業した。

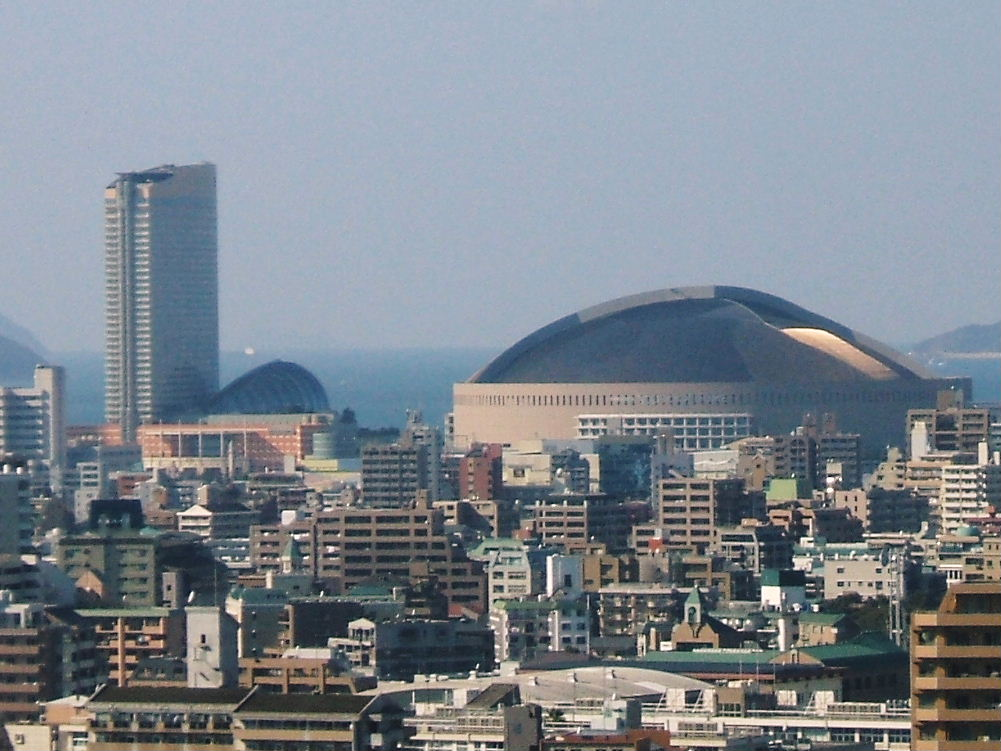
ホークスタウン遠景
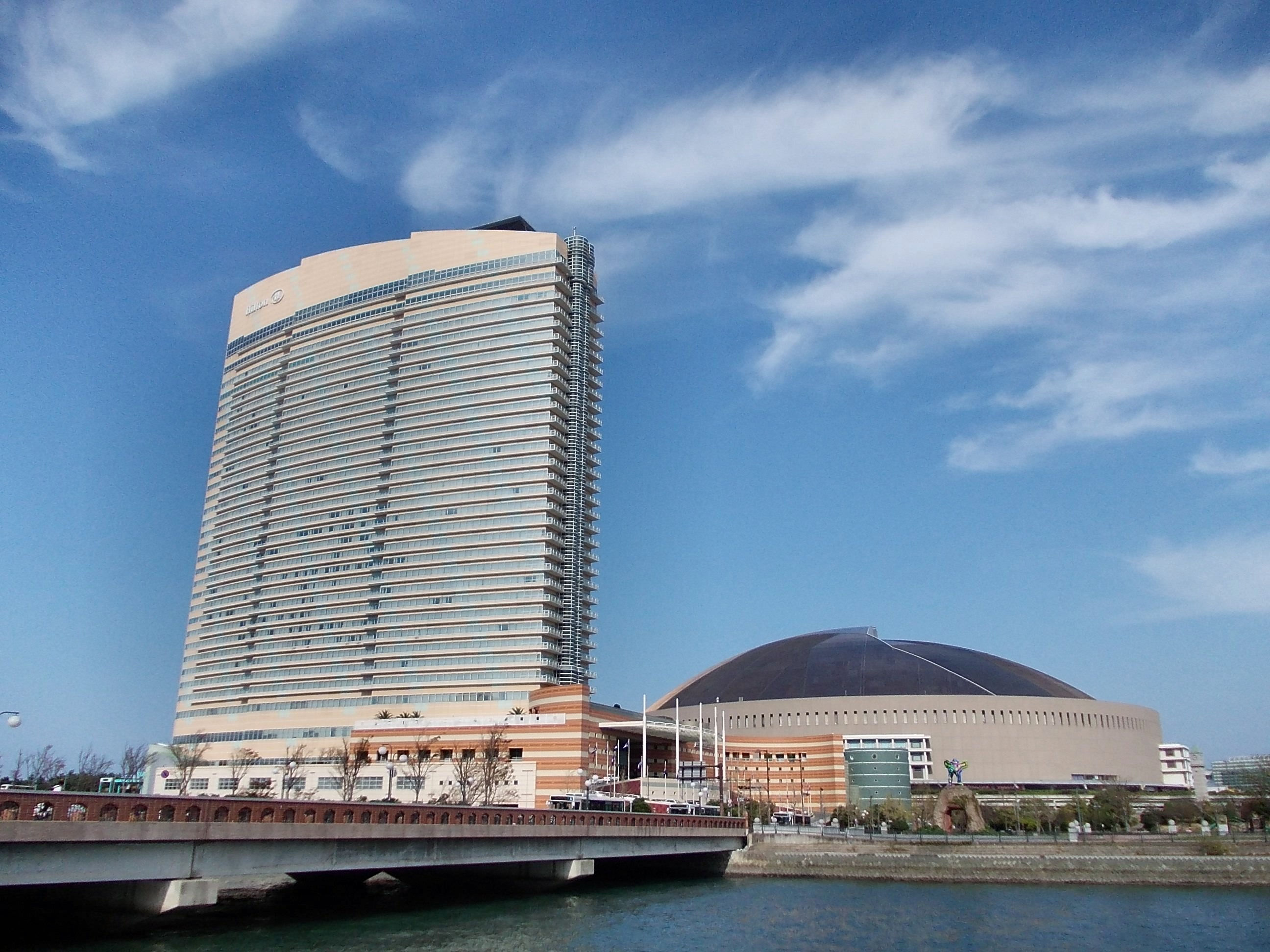
ヒルトン福岡シーホーク（左）と福岡ドーム
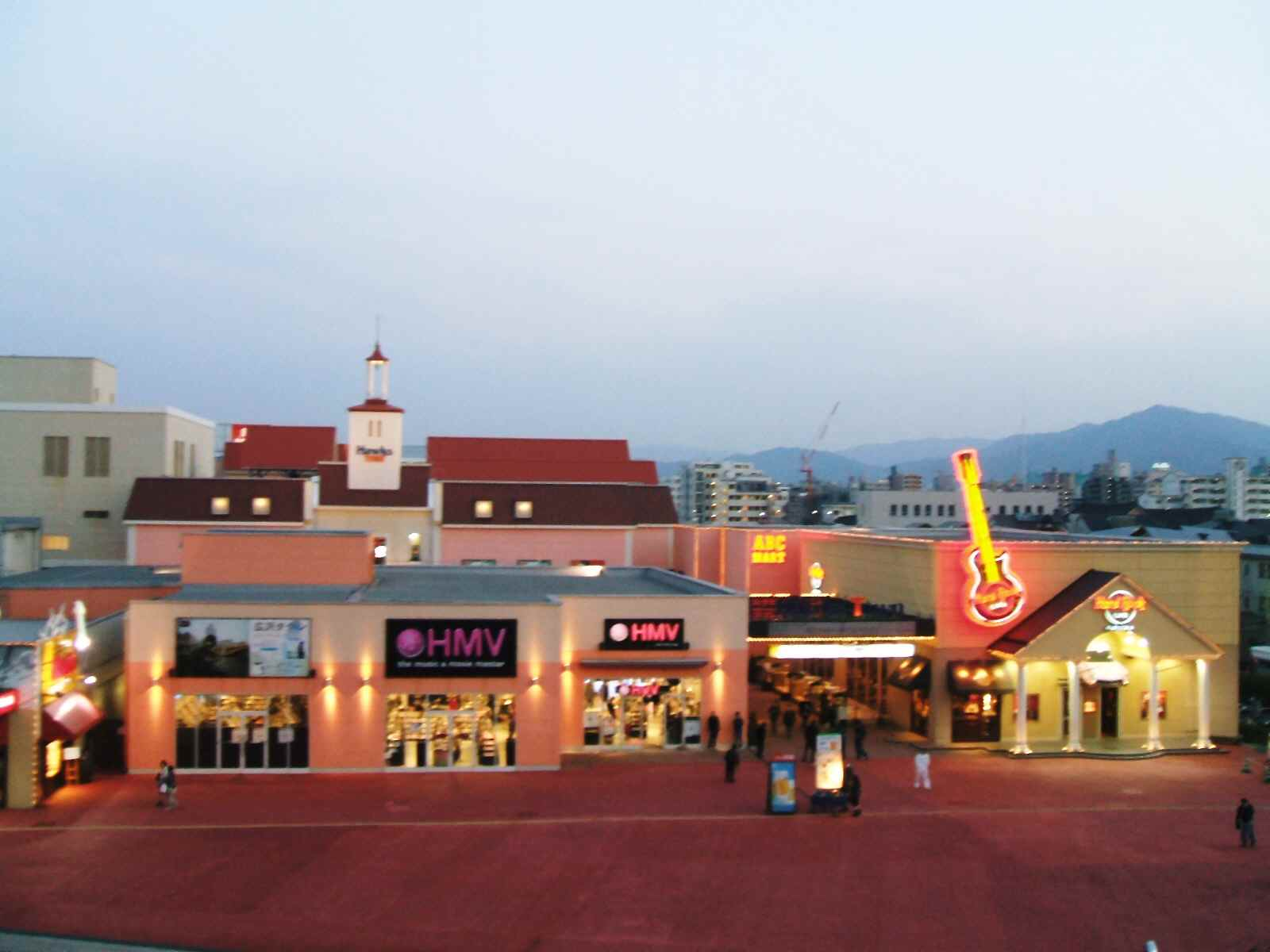
旧ホークスタウンモール MALL1（福岡 ヤフオク!ドーム西側の大階段上より）
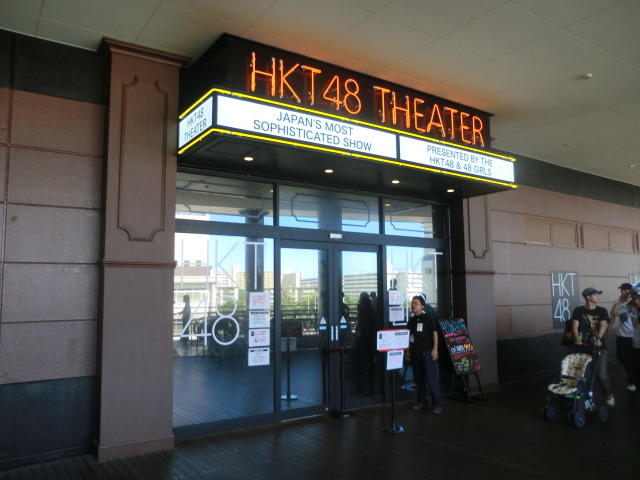
旧ホークスタウンモール MALL2 旧HKT48劇場

## 交通
- 福岡市地下鉄空港線 唐人町駅から徒歩15分
- 西鉄バス バス停
  - みずほPayPayドーム、九州医療センター
  - ヒルトン福岡シーホーク前、ヒルトン福岡シーホーク（各徒歩4分）
  - 地行（徒歩6分）

## イメージソング
- 「ホークスタウン物語」（1993）

作詞:大石けんいち 作曲:幅しげみ 歌:子門真人
ホークスタウンの施設内・施設周辺でBGMとして流されていた。